# Ogata Kōrin
Ogata Kōrin (尾形光琳, Quioto, 1658 — Quioto, 2 de junho de 1716) foi um pintor, envernizador e desenhador japonês da escola Rinpa.
Ogata é conhecido pelos seus biombos (byōbu): Íris (紙本金地著色燕子花図, shihonkinji chakushoku kakitsubata-zu), e Flores Vermelhas e Brancas de Ameixoeira (紙本金地著色紅白梅図, shihonkinjichakushoku kōhakubaizu) (ambos classificados como Tesouros Nacionais do Japão), e pelas suas pinturas em cerâmicas e objetos laqueados, produzidas pelo seu irmão Kenzan (1663–1743). Definido como um desenhador prolífico, trabalhou com vários objetos decorativos e práticos, como leques, pinturas em laca (maki-e), caixas de escrita e de medicina (inrō).[carece de fontes?]
A ele também é atribuído a revitalização e consolidação da pintura japonesa na escola Rinpa, cinquenta anos após a sua fundação por Hon'ami Koetsu (1558–1637) e Tawaraya Sōtatsu  (c. 1570 – c. 1640). O termo "Rinpa", criado durante a era Meiji, significa "escola de [Kō]rin". Em especial, influenciou fortemente o pintor Sakai Hōitsu (1761–1828), que replicou muitas das suas pinturas e popularizou o seu trabalho, tendo organizado a primeira exposição das pinturas de Kōrin no centésimo aniversário da sua morte.

## Galeria

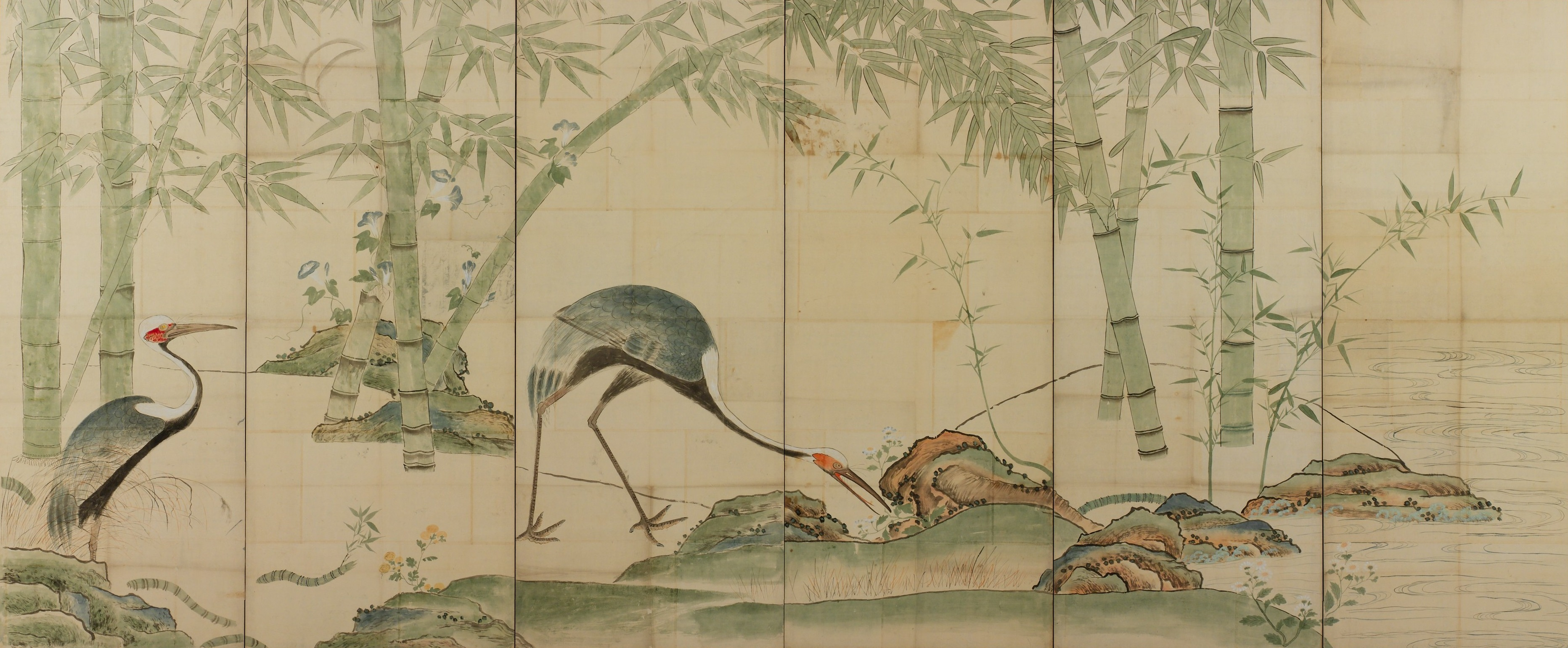
Grous, pinheiros, e bambus
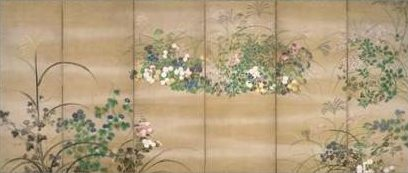
Gramíneas de outono
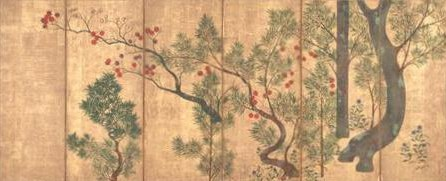
Pinheiros negros e bordos (Propriedade Cultural Importante)
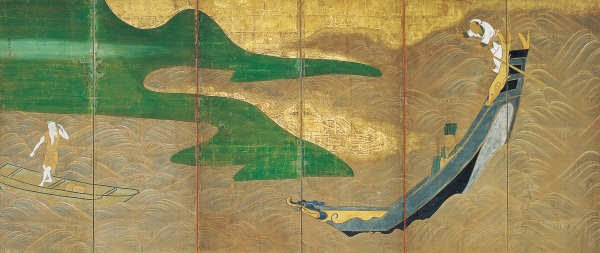
O poeta Bai Juyi
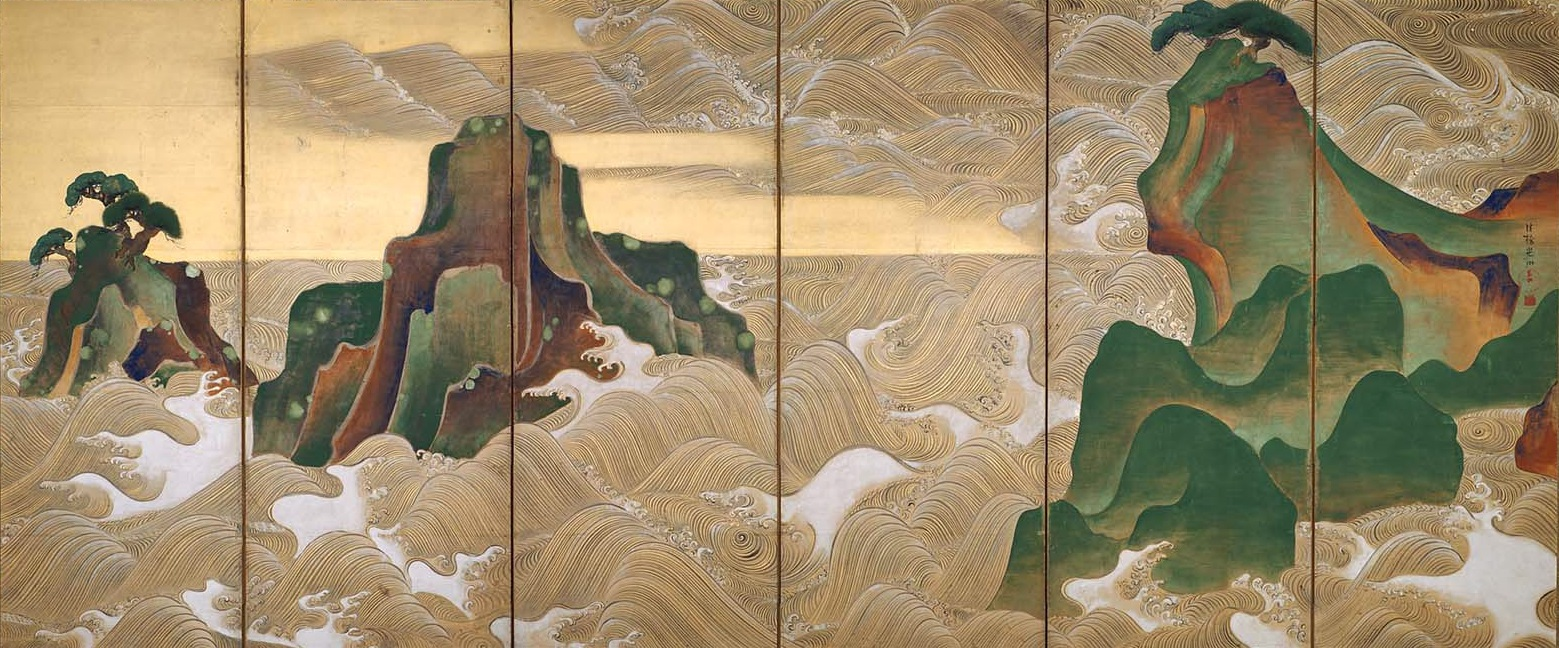
Ondas em Matsushima
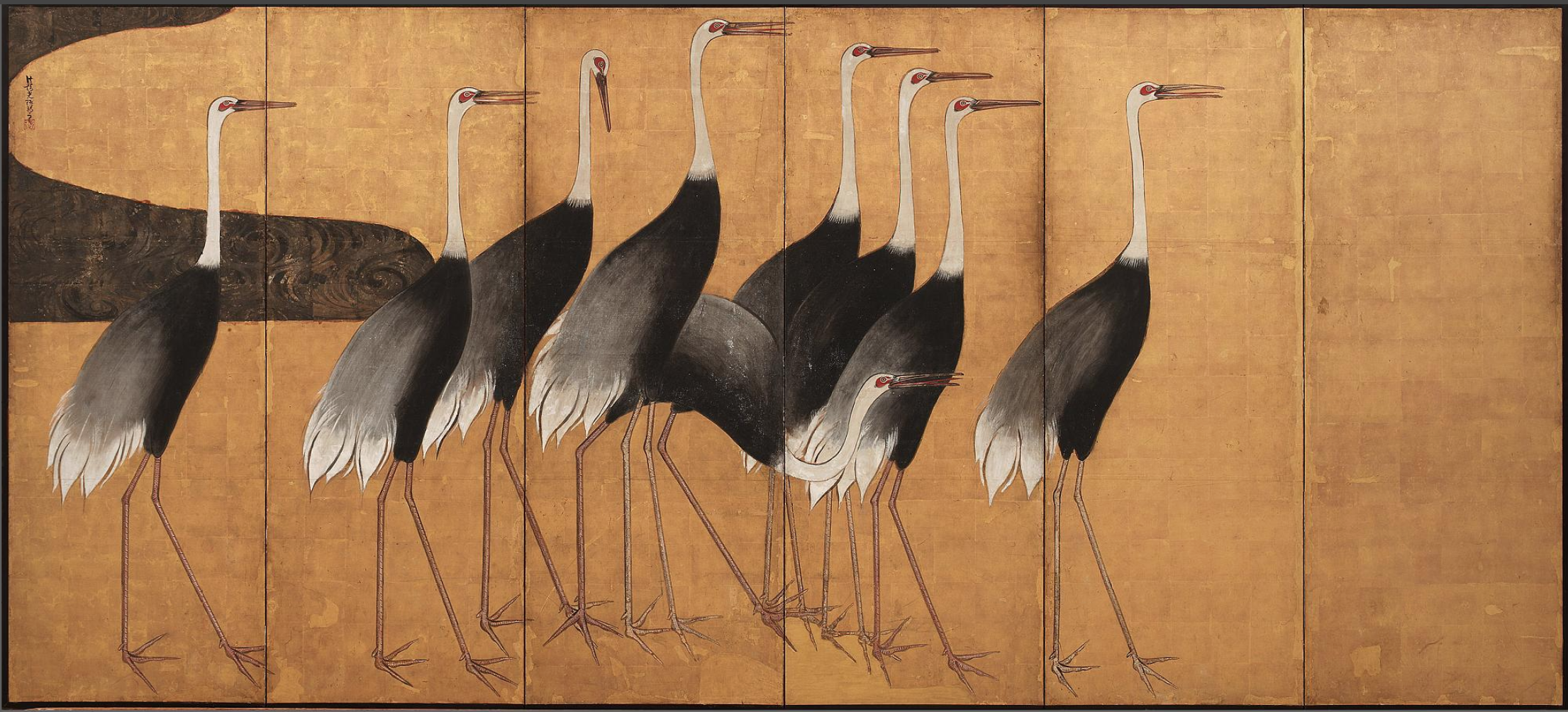
Grous
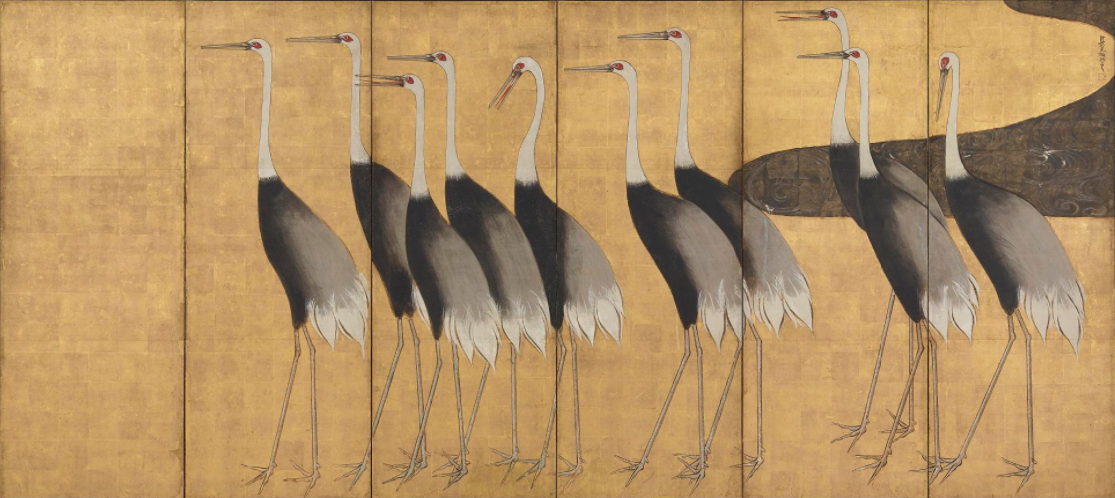
Grous

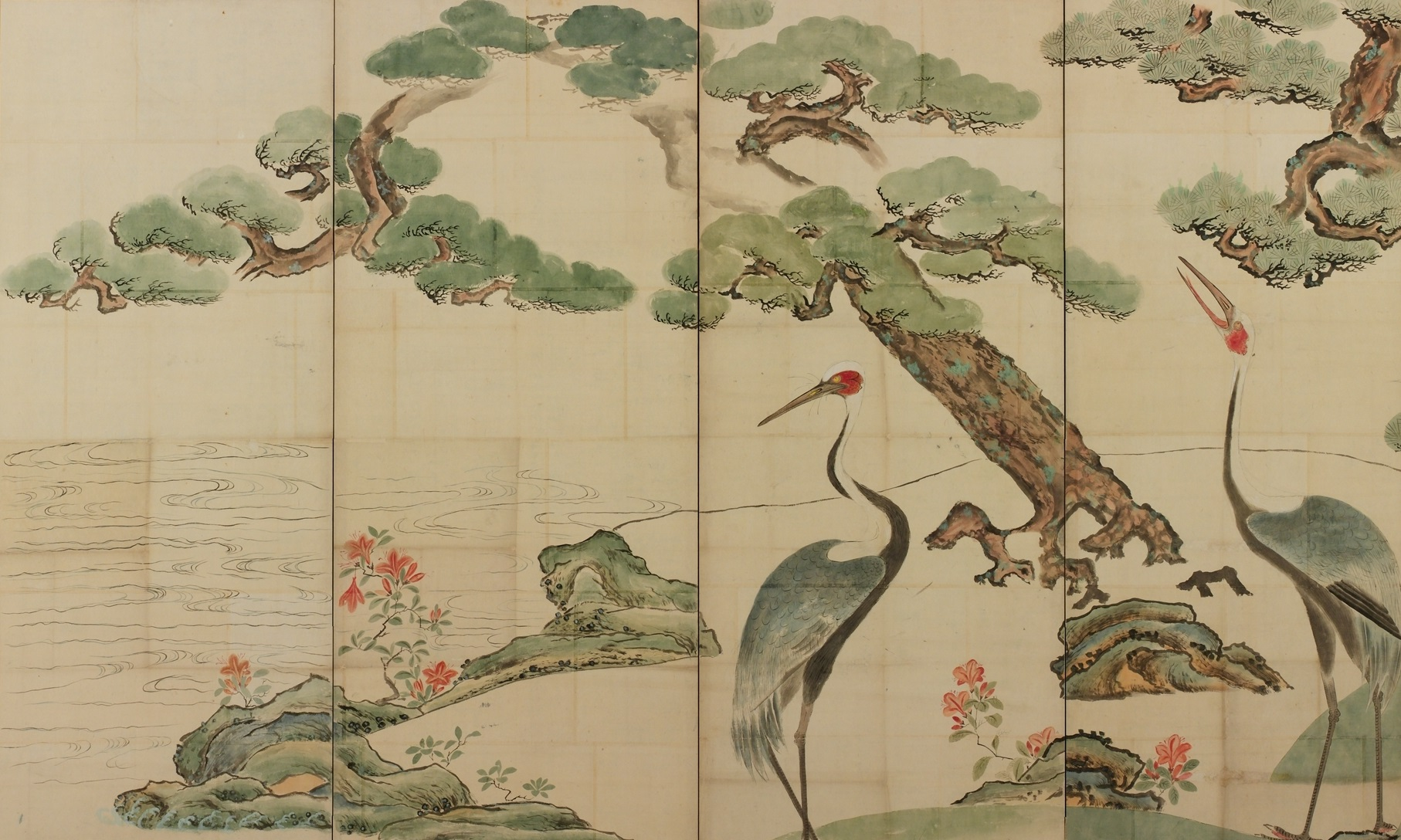
Grous, pinheiros, e bambus
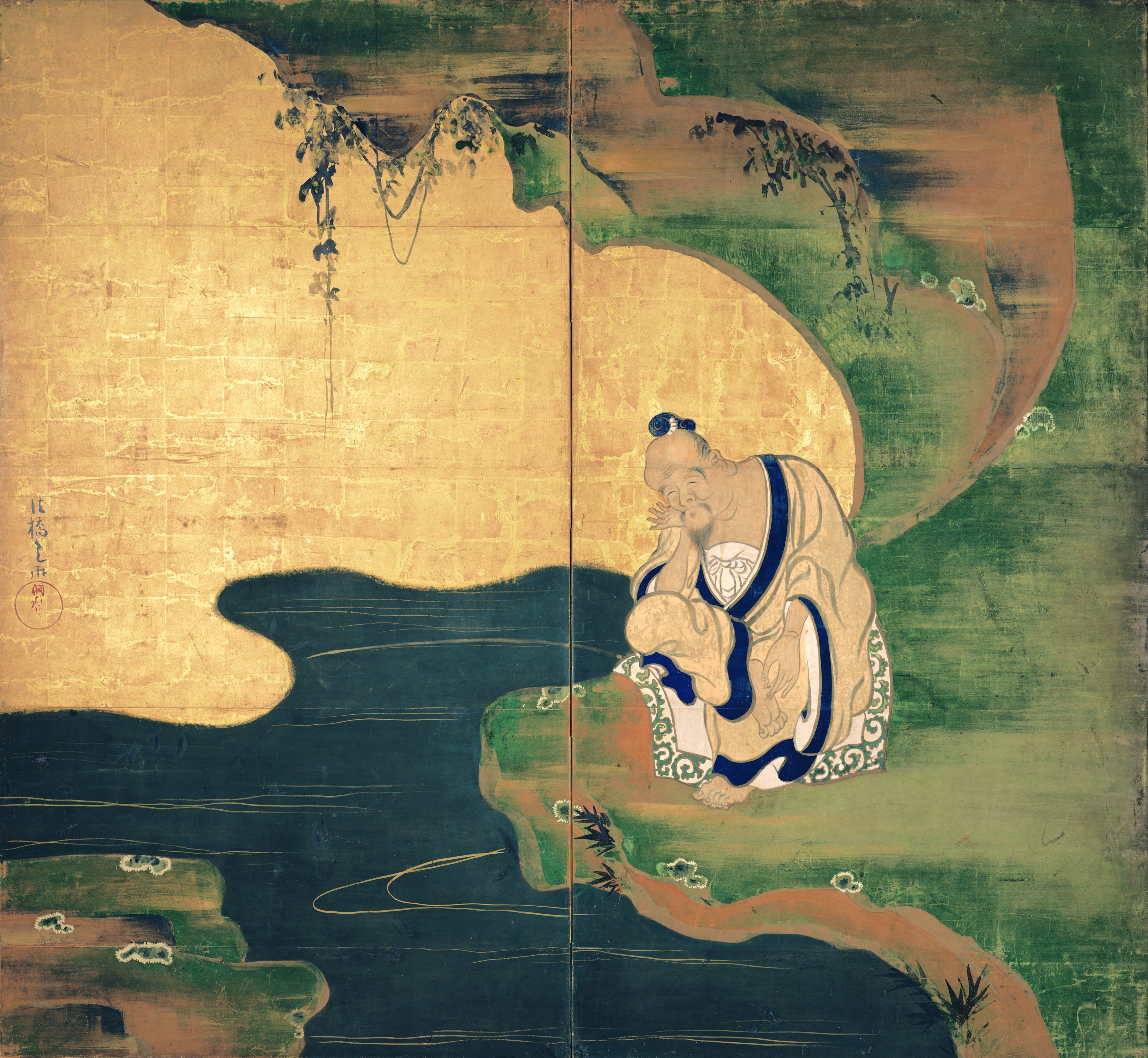
Tai Gong Wang (Propriedade Cultural Importante)
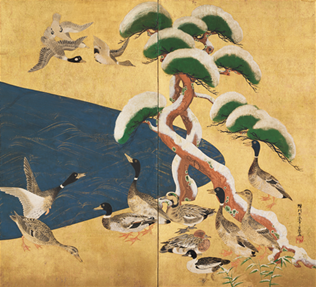
Patos e pinheiros cobertos de neve
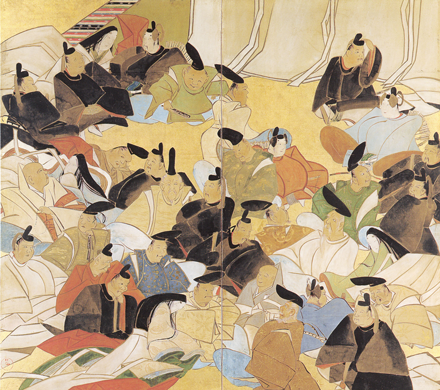
Os trinta e seis poetas imortais (Objeto Artístico Importante)
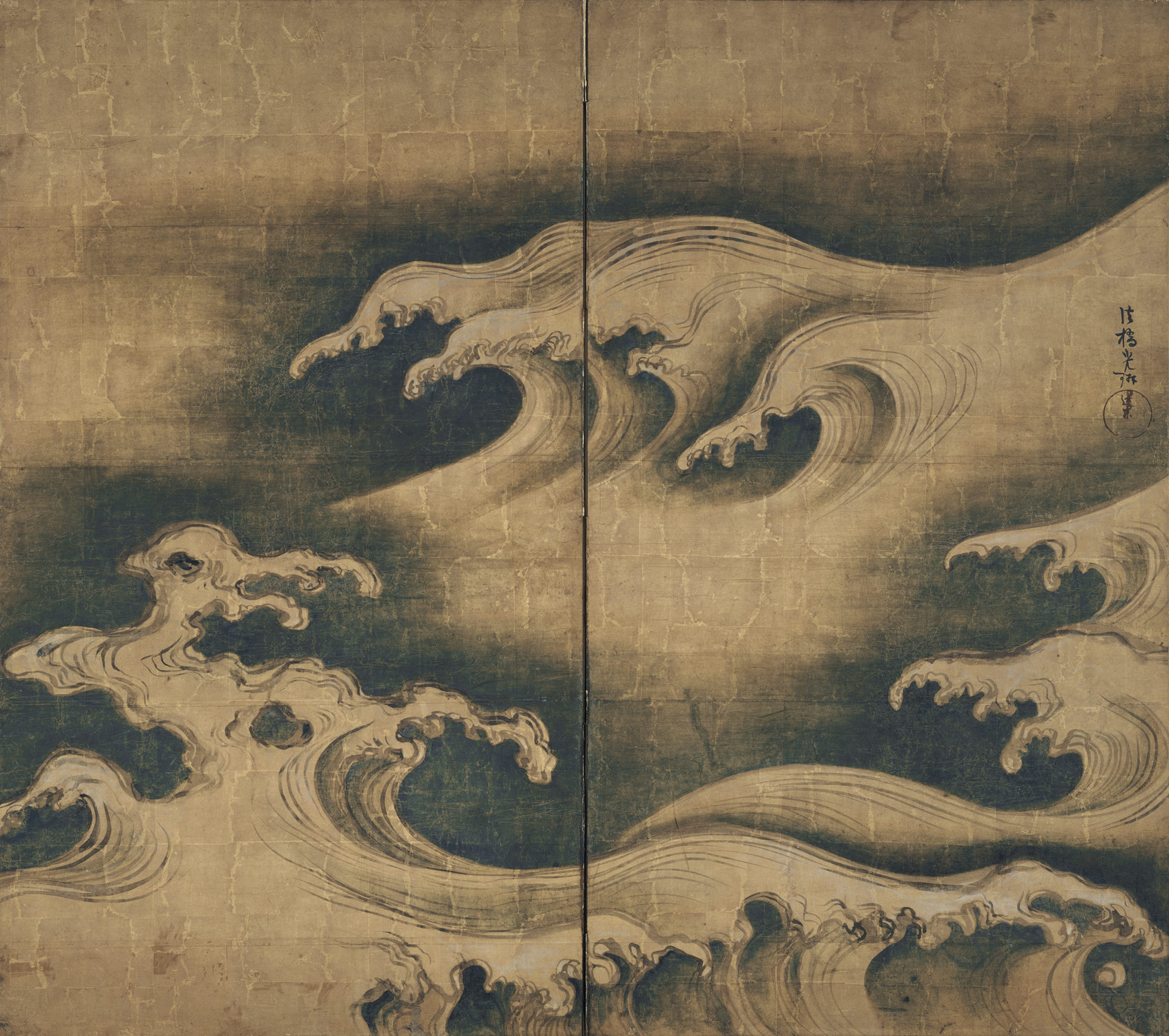
Ondas ásperas
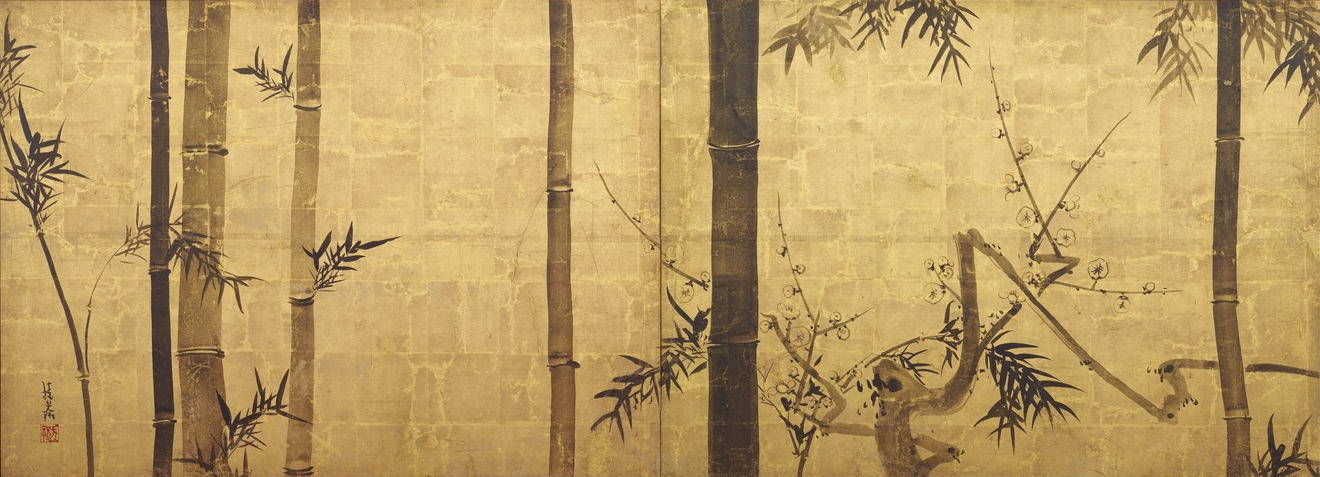
Bambus e ameixoeiras (Propriedade Cultural Importante)
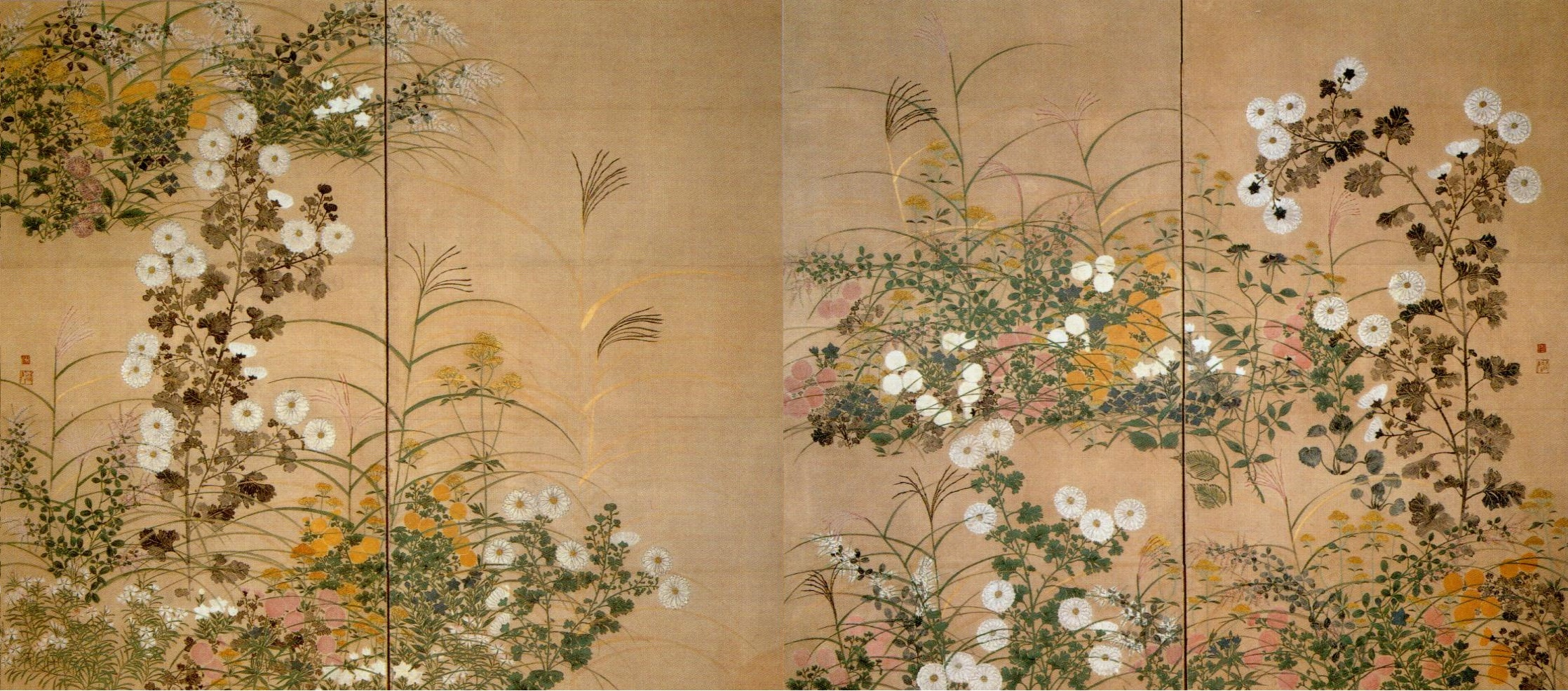
Plantas floridas no outono

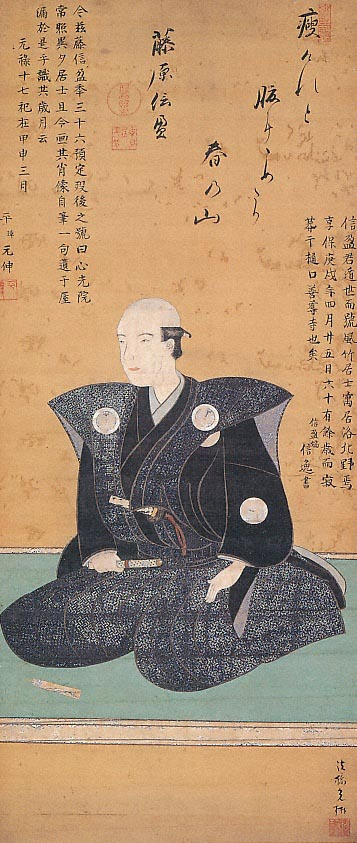
Retrato de Nakamura Kuranosuke (Propriedade Cultural Importante)
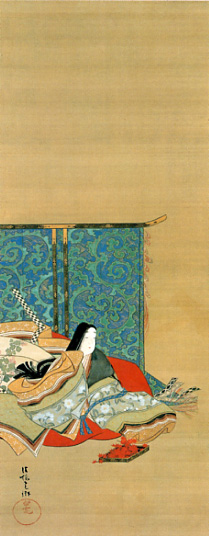
A imperatriz Akikonomu
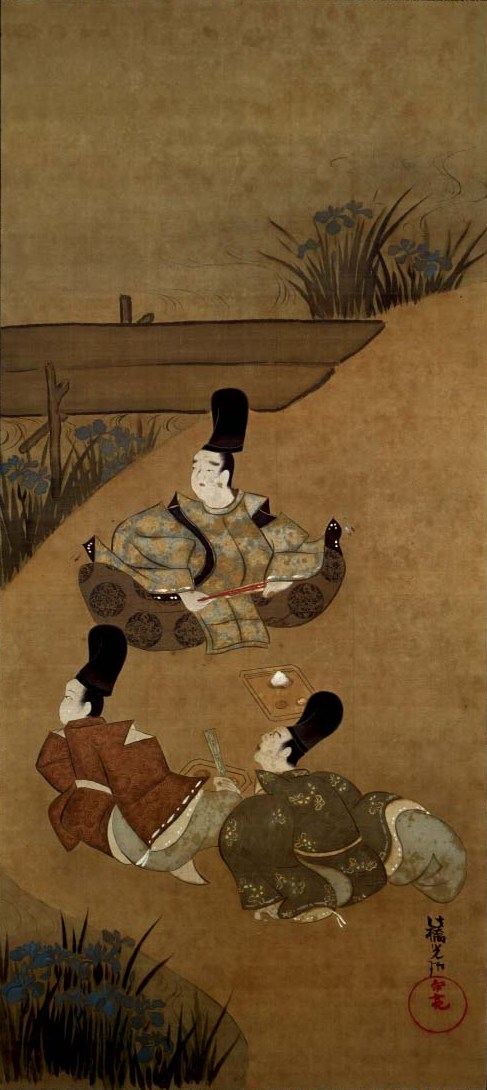
Os Contos de Ise, Yatsuhashi
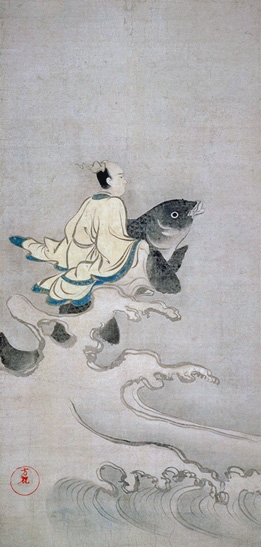
O imortal Qin Qao
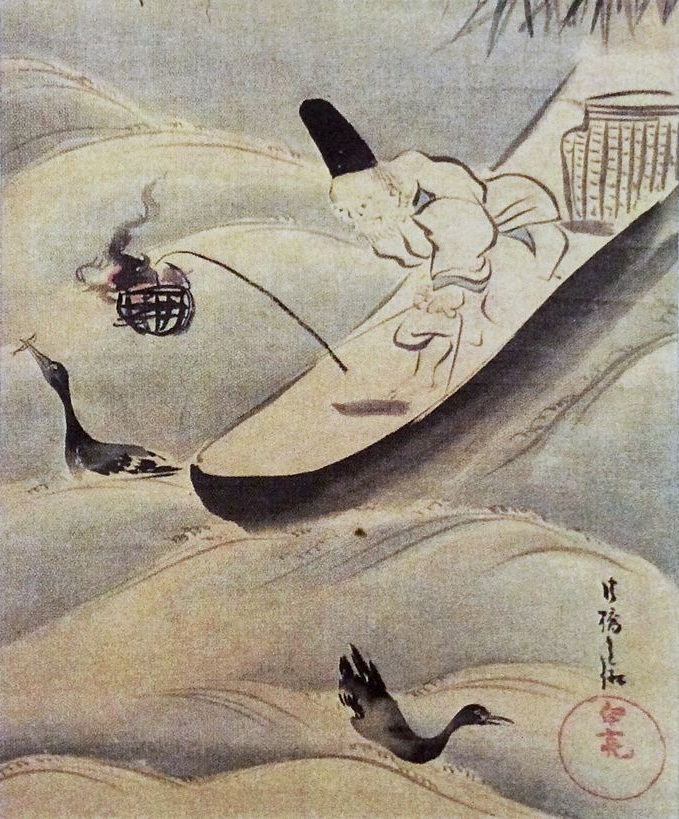
A pesca do cormorão
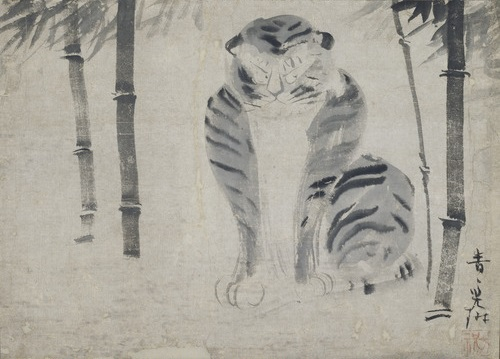
O tigre e o bambu
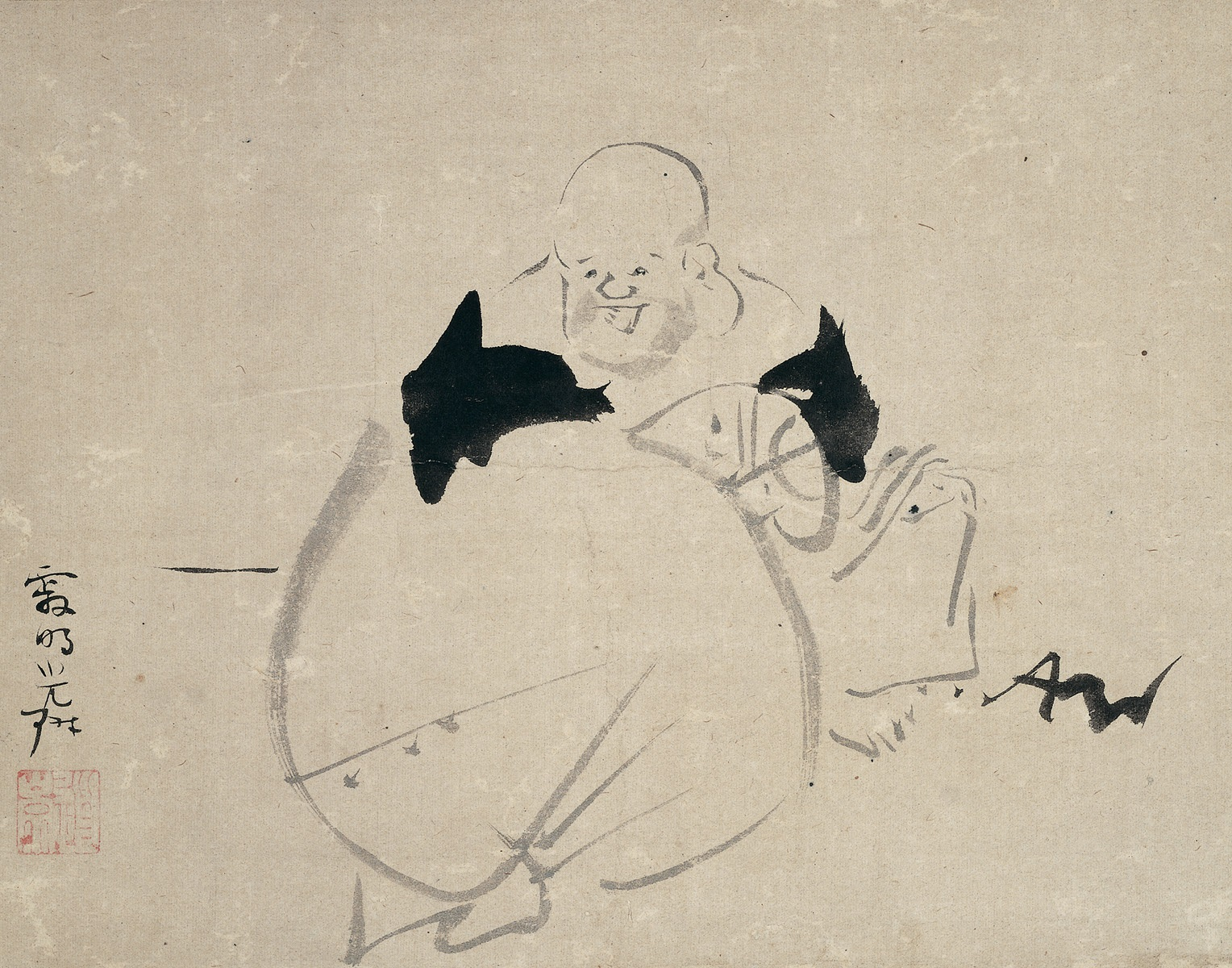
Hotei

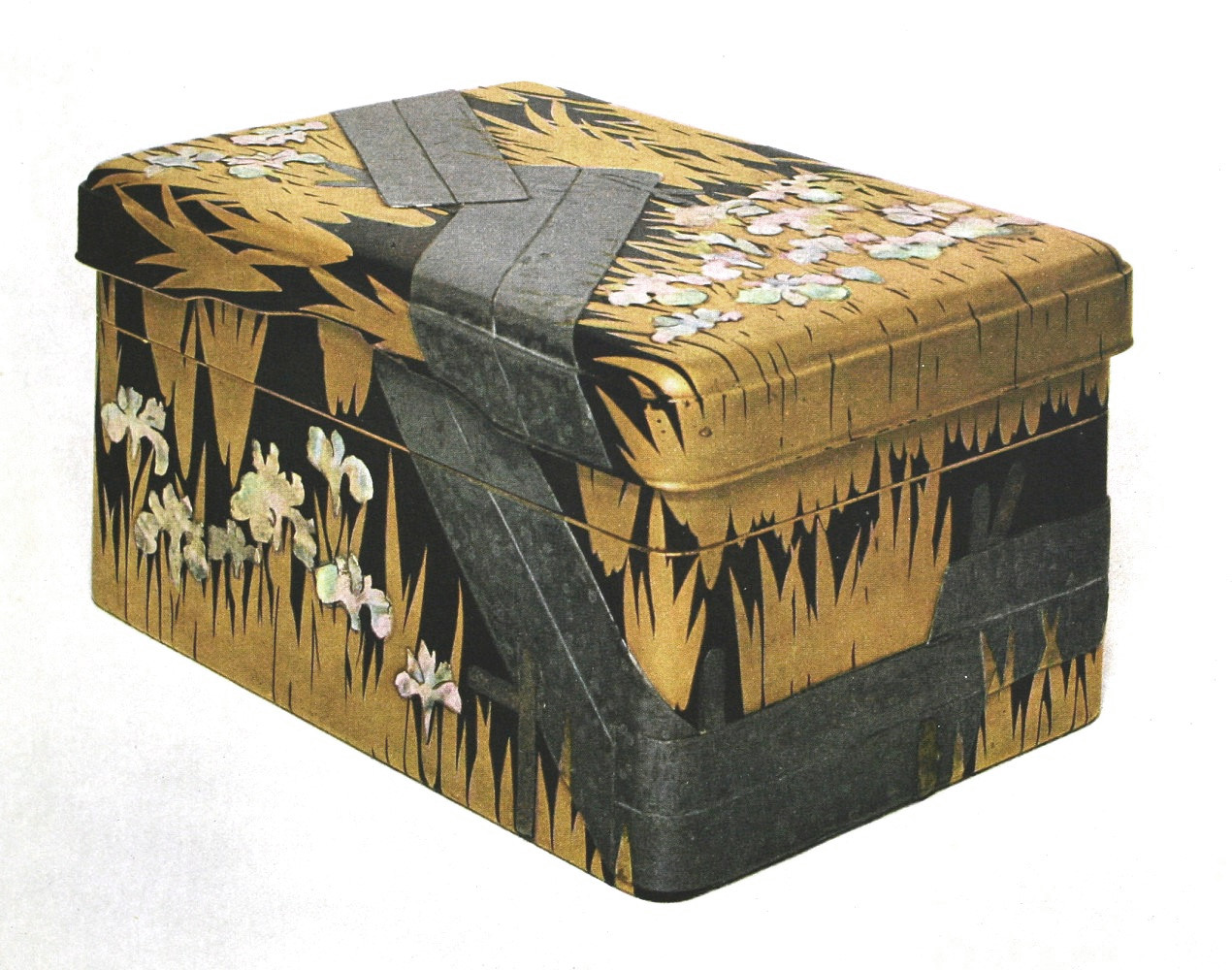
Caixa de escrita com oito pontes (Tesouro Nacional)
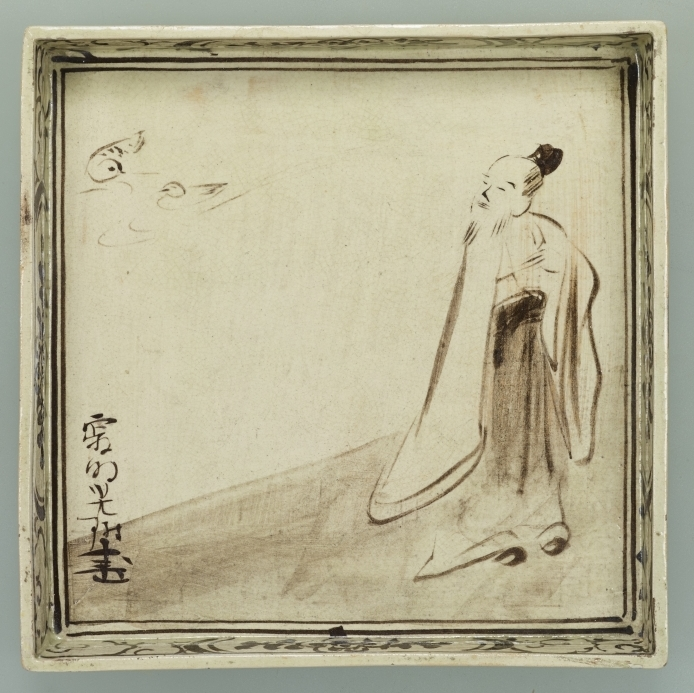
Um prato quadrado, com o desenho de um poeta a observar um ganso selvagem (Propriedade Cultural Importante)
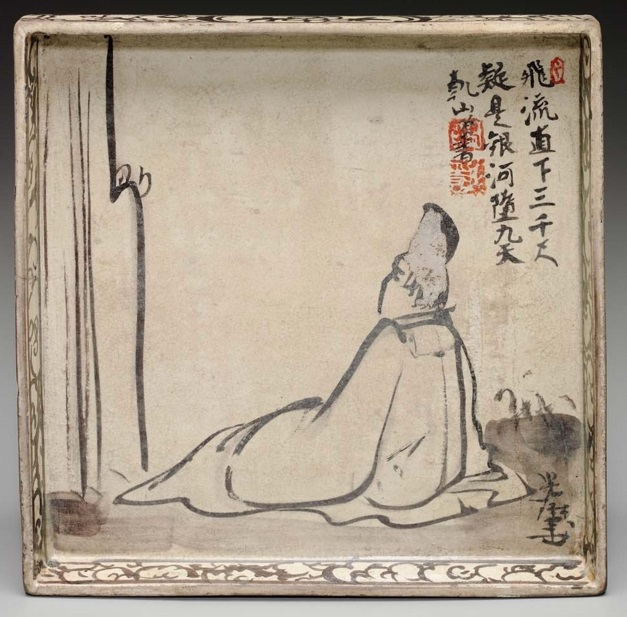
Um prato quadrado, com o desenho de um cortesão a observar uma cascata